# ريزي

ريزي هي بلدية تقع في بايي دو لا لوار غرب فرنسا.